# Forêt domaniale de Vologne
La forêt domaniale de Vologne est une forêt domaniale française située à l'est du département des Vosges en région Grand Est.

## Géographie

### Situation
La forêt s'étend sur le territoire d'Arrentès-de-Corcieux, Barbey-Seroux, Gerbépal, Granges-Aumontzey et Liézey. Il s'agit d'un ensemble forestier composé de forêts de ravins, de hêtraies-sapinières, de pessières et de tourbières.

### Relief
Le massif boisé est situé au sein du massif des Vosges, un massif de moyennes montagnes.

### Climat
La forêt présente un climat semi-continental, avec une influence océanique et des caractéristiques montagnardes.

### Géologie
Le substrat géologique est constitué de granite, donnant lieu à des sols acides. Des moraines ou des éboulis se sont accumulés en divers endroits, notamment dans le fond des vallées.

### Faune
La faune inclut des espèces telles que le Cuivré de la bistorte, le Lynx boréal, le Lézard vivipare, le Cassenoix moucheté, le Nacré de la canneberge, le Grand Tétras, la Chouette de Tengmalm, le Faucon pèlerin et le Pic cendré.

## Histoire
La forêt de Vologne appartenait aux ducs de Lorraine, bien que les chanoines de l'église Saint-Pierre de Remiremont en possédaient également une part en indivision, les Carolingiens leur en ayant fait don en 620. L'implémentation du chemin de fer dans le fond de la vallée a légèrement réduit sa surface, bien que celle-ci soit restée constante depuis le dernier bornage du XIXe siècle. Le sapin, l'épicéa et le hêtre ont toujours été les essences principales du massif. L'hêtre a été systématiquement éliminé au profit du sapin et de l'épicéa jusqu'à la fin des années 60-70.
L'ouragan de 1902 et l'infestation de scolytes de 1947-1949 dans les Vosges ont relativement épargné le massif forestier. Cependant, durant la Première Guerre mondiale, afin de fournir du bois pour le front, des bûcherons canadiens et américains ont exploité les forêts environnantes selon leur méthode traditionnelle, la coupe rase. Cette pratique a entraîné l'interdiction de toute coupe pendant une dizaine d'années et la régularisation des peuplements dans les classes d'âge jeunes. Enfin, la tempête du 26 décembre 1999 a eu un impact limité sur la forêt.

## Tourbières
Les caractéristiques climatiques ont créé des conditions propices au développement de tourbières, avec trois d'entre elles répertoriées sur le site Natura 2000 « massif de Vologne ».
Les tourbières des Hautes Pinasses et Grandes Ronces font partie des quatre tourbières à pins à crochets dans le massif vosgien. Ces zones tourbeuses présentent une végétation comprenant le bouleau pubescent et le sorbier des oiseleurs, formant des peuplements uniformes et de faible hauteur. Les arbres sont plus bas au centre de la tourbière, avec une strate arbustive quasi-inexistante. La mousse est omniprésente, avec une prédominance des sphaignes. La strate herbacée est caractérisée par la dominance de la Myrtille des marais (Vaccinium uliginosum), de l'Airelle rouge (Vaccinium vitis-idaea subsp. vitis-idaea) et de la Myrtille commune (Vaccinium myrtillus), ainsi que par la présence de plantes typiques des tourbières telles que la Linaigrette vaginée (Eriophorum vaginatum), l'Andromède (Andromeda polifolia) et la Camarine noire (Empetrum nigrum).
Présent dans les Vosges au tardiglaciaire avant de disparaître en raison du réchauffement climatique, le pin à crochets aurait été réintroduit aux XVIIe et XVIIIe siècles dans le but de rendre productives les zones de tourbières. À la suite du réchauffement, il s'est réfugié dans certaines stations aux conditions stationnelles extrêmes (froid, engorgement),.

## Activités
La fréquentation de la forêt de Vologne est relativement limitée, bien que proche de la zone touristique de Gérardmer. Cependant, elle est traversée par deux voies principales : la route départementale 423, reliant Bruyères à Gérardmer, et la route forestière connue sous le nom de chemin des Neuves-Granges. Les activités de loisirs pratiquées dans la région comprennent la randonnée, l'équitation, le VTT et l'escalade.
L'activité économique dominante est l'exploitation forestière.